# Білоцерківка (Пологівський район)
Білоцеркі́вка — село в Україні, у Пологівському районі Запорізької області. Входить до складу Комиш-Зорянської селищної громади Населення становить 902 осіб.

## Назва
На території України 4 населених пункти з назвою Білоцерківка.

## Географія
Село Білоцерківка розташоване на берегах річки Берда в місці впадання в неї річки Грузька, у яку в свою чергу в межах села впадає річка Грузенька. Вище за течією річки Берда на відстані 1 км розташоване село Ланцеве, вище за течією річки Грузька примикає село Благовіщенка, нижче за течією на відстані 4,5 км розташоване село Лугове (Донецька область). По селу протікає пересихаючий струмок з загатою. Поруч проходить автомобільна дорога Т 0819.
Розташоване за 20 км на південний схід від районного центру та за 15 км від залізничної станції Комиш-Зоря.

## Історія
Село засноване на початку XIX ст. державними селянами-українцями з слободи Білоцерківки Полтавської губернії (звідки й назва).
З 1917 — у складі УНР. З квітня 1918 — у складі Української Держави Гетьмана Павла Скоропадського. З другої половини 1918 під контролем військових формувань Нестора Махна. З 1921 — стабільний російсько-більшовицький режим. 1929 комуністи почали терор проти незалежних господарників, а 1932 вдалися до масових убивств голодом[джерело?]. Зайнята німецькими військами 8 жовтня 1941 року. Сталіністи повернулися 1943.
З 1991 — у складі держави Україна.

## Населення
Згідно з переписом УРСР 1989 року чисельність наявного населення села становила 902 особи.

За переписом населення України 2001 року в селі мешкала 851 особа.

### Мова
Розподіл населення за рідною мовою за даними перепису 2001 року:
| Мова       | Відсоток |
| ---------- | -------- |
| українська | 91,67 %  |
| російська  | 7,13 %   |
| вірменська | 0,60 %   |
| молдовська | 0,30 %   |
| болгарська | 0,18 %   |
| угорська   | 0,06 %   |

## Економіка
- «Схід», ТОВ.
- «Зірка», сільськогосподарський ПК.

## Об'єкти соціальної сфери
- Школа.
- Дитячий садочок.
- Будинок культури.
- Амбулаторія.

## Постаті
- Підтикан Іван Дмитрович (1918-1942) — учасник Другої світової війни, старший лейтенант РА, Герой СРСР.
- Ребро Петро́ Па́влович (1932–2014) — відомий український поет, прозаїк, драматург, публіцист, літературознавець, гуморист і сатирик, перекладач, журналіст, громадський і культурний діяч.